# Jacques Duphly
Jacques Duphly (ou du Phly), né le 12 janvier 1715 à Rouen et mort le 15 juillet 1789 à Paris, est un compositeur, organiste et claveciniste français.

## Biographie
Son grand-père maternel était Jacques Boyvin, organiste de la cathédrale de Rouen (qu'il n'a pas connu, étant né après son décès). Élève de François d'Agincourt, il commence une carrière d'organiste à la cathédrale d'Évreux puis dans plusieurs églises à Rouen notamment à saint Eloi ; il ne laisse toutefois aucune œuvre pour orgue. Puis il s'installe à Paris en 1742 et se consacre dès lors uniquement au clavecin, choix délibéré rapporté par Marpourg, afin de ne pas abîmer ses mains aux claviers d'un orgue, beaucoup moins délicats que ceux d'un clavecin. Il vit en tant que professeur et artiste indépendant fréquentant les élégants salons parisiens où il acquiert une grande réputation.
Son œuvre comprend quatre livres de pièces parus respectivement en 1744, 1748, 1756 et 1768. Ces pièces souvent virtuoses retracent l'ultime évolution de la littérature pour le clavecin avant que celui-ci disparaisse, remplacé par le pianoforte dans la faveur des musiciens. Si les premières œuvres s'inscrivent dans la grande tradition française illustrée par Couperin, les dernières ressortissent clairement au style galant en faveur à la veille de la Révolution, avec notamment des basses d'Alberti, tandis que d'autres ont manifestement été influencées par les sonates de Scarlatti. Ces pièces de clavecin sont conçues pour un clavecin français  à deux claviers comportant 61 notes, tels ceux que construisait Pascal Taskin à l'époque ; celles du dernier livre sonnent très bien sur un pianoforte.
Le Troisième Livre comprend, outre des pièces pour clavecin seul, 6 pièces pour clavecin avec accompagnement de violon, selon la formule à la mode inaugurée par Mondonville et suivie par Rameau en 1741 pour ses Pièces de clavecin en concerts.
Après 1768, on sait qu'il continue à enseigner au moins jusqu'en 1783, puis il disparaît dans un anonymat complet. On le cherche : le Journal Général de la France publie en 1788 : On désire savoir ce qu'est devenu Monsieur du Phly, ancien maître de clavecin à Paris, où il était en 1767. S'il n'existe plus, on désirerait connaître les héritiers auxquels on a quelque chose à communiquer. Peut-être a-t-il abandonné toute activité musicale (il n'y a aucun instrument de musique dans l'inventaire de ses biens après décès). Une coïncidence curieuse de plus : Antoine de Sartine, ancien Lieutenant général de police et ancien secrétaire d'État de la Marine, protecteur des arts, à qui Duphly a dédié une pièce de son IVe Livre (La Sartine), habiterait en 1785 la même adresse de l'Hôtel de Juigné, quai Malaquais.
Jamais marié, il lègue une part notable de ses biens à celui qui a été son domestique pendant trente ans.
La vie de Duphly s'inscrit exactement entre la mort de Louis XIV et la Révolution française, comme un symbole d'une époque qui se termine : celle de la monarchie de Droit divin et de l'instrument musical qui, pour beaucoup, la symbolise.

## Compositions
L'ensemble de l'œuvre de Duphly tient en quatre livres de pièces pour clavecin, regroupant un total de 52 pièces, dont six avec accompagnement de violon.
- Premier livre, 1744, 15 pièces.
- Deuxième livre, 1748, 14 pièces. (Les deux premières La Victoire et La Villeroy ont parfois à tort été attribuées à Rameau[1].)
- Troisième livre, 1756, 17 pièces.
- Quatrième livre, 1768, 6 pièces.

## Éditions modernes des œuvres de Duphly
- Pièces de clavecin avec violon, éditions de l'oiseau lyre (publiées par Olivier Baumont)
- Intégrale des pièces de clavecin, édition Heugel Le Pupitre (publiées par Françoise Petit)